# CONSUR Women’s Sevens 2019 (kwiecień)
CONSUR Women's Sevens 2019 – szesnaste mistrzostwa strefy CONSUR w rugby 7 kobiet, oficjalne międzynarodowe zawody rugby 7 o randze mistrzostw kontynentu organizowane przez Sudamérica Rugby mające na celu wyłonienie najlepszej żeńskiej reprezentacji narodowej w tej dyscyplinie sportu w strefie SR, które odbyły się w paragwajskiej stolicy Asunción w dniach 27–28 kwietnia 2019 roku.

## Informacje ogólne
Zawody rozegrano w dziewięciozespołowej obsadzie na Estadio Héroes de Curupaytí, a turniej służył także do rozstawienia zespołów przed zaplanowanym na początek czerwca regionalnymi kwalifikacjami do LIO 2020. W pierwszej fazie reprezentacje rywalizowały w ramach trzech trzyzespołowych grup, po czym czołowa czwórka awansowała do rozgrywanej ponownie systemem kołowym drugiej fazy, z której dwie najlepsze drużyny zmierzyły się w finale, pozostała piątka walczyła zaś także systemem kołowym o miejsca 5–9.
Z kompletem zwycięstw w turnieju triumfowała reprezentacja Brazylii.

## Pierwsza faza grupowa

### Grupa A
| 27 kwietnia 201909:00 | Kostaryka | 5:27 | Urugwaj | Estadio Héroes de Curupaytí, Asunción |
| 27 kwietnia 201909:00 |           | 5:27 |         | Estadio Héroes de Curupaytí, Asunción |

| 27 kwietnia 201910:36 | Brazylia | 39:0 | Kostaryka | Estadio Héroes de Curupaytí, Asunción |
| 27 kwietnia 201910:36 |          | 39:0 |           | Estadio Héroes de Curupaytí, Asunción |

| 27 kwietnia 201912:04 | Brazylia | 36:5 | Urugwaj | Estadio Héroes de Curupaytí, Asunción |
| 27 kwietnia 201912:04 |          | 36:5 |         | Estadio Héroes de Curupaytí, Asunción |

### Grupa B
| 27 kwietnia 201909:22 | Paragwaj | 32:5 | Wenezuela | Estadio Héroes de Curupaytí, Asunción |
| 27 kwietnia 201909:22 |          | 32:5 |           | Estadio Héroes de Curupaytí, Asunción |

| 27 kwietnia 201910:58 | Argentyna | 46:0 | Wenezuela | Estadio Héroes de Curupaytí, Asunción |
| 27 kwietnia 201910:58 |           | 46:0 |           | Estadio Héroes de Curupaytí, Asunción |

| 27 kwietnia 201912:26 | Argentyna | 29:0 | Paragwaj | Estadio Héroes de Curupaytí, Asunción |
| 27 kwietnia 201912:26 |           | 29:0 |          | Estadio Héroes de Curupaytí, Asunción |

### Grupa C
| 27 kwietnia 201909:44 | Chile | 39:0 | Gwatemala | Estadio Héroes de Curupaytí, Asunción |
| 27 kwietnia 201909:44 |       | 39:0 |           | Estadio Héroes de Curupaytí, Asunción |

| 27 kwietnia 201911:20 | Peru | 29:7 | Gwatemala | Estadio Héroes de Curupaytí, Asunción |
| 27 kwietnia 201911:20 |      | 29:7 |           | Estadio Héroes de Curupaytí, Asunción |

| 27 kwietnia 201912:48 | Peru | 5:10 | Chile | Estadio Héroes de Curupaytí, Asunción |
| 27 kwietnia 201912:48 |      | 5:10 |       | Estadio Héroes de Curupaytí, Asunción |

## Druga faza grupowa

### Cup
| 27 kwietnia 201914:39 | Brazylia | 17:0 | Peru | Estadio Héroes de Curupaytí, Asunción |
| 27 kwietnia 201914:39 |          | 17:0 |      | Estadio Héroes de Curupaytí, Asunción |

| 27 kwietnia 201915:01 | Argentyna | 20:0 | Chile | Estadio Héroes de Curupaytí, Asunción |
| 27 kwietnia 201915:01 |           | 20:0 |       | Estadio Héroes de Curupaytí, Asunción |

| 28 kwietnia 201911:18 | Brazylia | 38:0 | Chile | Estadio Héroes de Curupaytí, Asunción |
| 28 kwietnia 201911:18 |          | 38:0 |       | Estadio Héroes de Curupaytí, Asunción |

| 28 kwietnia 201911:40 | Argentyna | 27:5 | Peru | Estadio Héroes de Curupaytí, Asunción |
| 28 kwietnia 201911:40 |           | 27:5 |      | Estadio Héroes de Curupaytí, Asunción |

| 28 kwietnia 201913:16 | Brazylia | 22:5 | Argentyna | Estadio Héroes de Curupaytí, Asunción |
| 28 kwietnia 201913:16 |          | 22:5 |           | Estadio Héroes de Curupaytí, Asunción |

| 28 kwietnia 201913:38 | Peru | 22:0 | Chile | Estadio Héroes de Curupaytí, Asunción |
| 28 kwietnia 201913:38 |      | 22:0 |       | Estadio Héroes de Curupaytí, Asunción |

### Plate
| 27 kwietnia 201913:55 | Paragwaj | 34:5 | Kostaryka | Estadio Héroes de Curupaytí, Asunción |
| 27 kwietnia 201913:55 |          | 34:5 |           | Estadio Héroes de Curupaytí, Asunción |

| 27 kwietnia 201914:17 | Gwatemala | 5:29 | Urugwaj | Estadio Héroes de Curupaytí, Asunción |
| 27 kwietnia 201914:17 |           | 5:29 |         | Estadio Héroes de Curupaytí, Asunción |

| 28 kwietnia 201909:00 | Gwatemala | 17:17 | Kostaryka | Estadio Héroes de Curupaytí, Asunción |
| 28 kwietnia 201909:00 |           | 17:17 |           | Estadio Héroes de Curupaytí, Asunción |

| 28 kwietnia 201909:22 | Wenezuela | 5:27 | Paragwaj | Estadio Héroes de Curupaytí, Asunción |
| 28 kwietnia 201909:22 |           | 5:27 |          | Estadio Héroes de Curupaytí, Asunción |

| 28 kwietnia 201910:34 | Urugwaj | 22:0 | Wenezuela | Estadio Héroes de Curupaytí, Asunción |
| 28 kwietnia 201910:34 |         | 22:0 |           | Estadio Héroes de Curupaytí, Asunción |

| 28 kwietnia 201910:56 | Paragwaj | 49:0 | Gwatemala | Estadio Héroes de Curupaytí, Asunción |
| 28 kwietnia 201910:56 |          | 49:0 |           | Estadio Héroes de Curupaytí, Asunción |

| 28 kwietnia 201912:32 | Wenezuela | 32:5 | Gwatemala | Estadio Héroes de Curupaytí, Asunción |
| 28 kwietnia 201912:32 |           | 32:5 |           | Estadio Héroes de Curupaytí, Asunción |

| 28 kwietnia 201912:54 | Urugwaj | 22:5 | Kostaryka | Estadio Héroes de Curupaytí, Asunción |
| 28 kwietnia 201912:54 |         | 22:5 |           | Estadio Héroes de Curupaytí, Asunción |

| 28 kwietnia 201914:30 | Paragwaj | 24:5 | Urugwaj | Estadio Héroes de Curupaytí, Asunción |
| 28 kwietnia 201914:30 |          | 24:5 |         | Estadio Héroes de Curupaytí, Asunción |

| 28 kwietnia 201914:52 | Wenezuela | 5:17 | Kostaryka | Estadio Héroes de Curupaytí, Asunción |
| 28 kwietnia 201914:52 |           | 5:17 |           | Estadio Héroes de Curupaytí, Asunción |

## Faza pucharowa

### Mecz o 1. miejsce
| 28 kwietnia 201915:36 | Brazylia | 22:7 | Argentyna | Estadio Héroes de Curupaytí, Asunción |
| 28 kwietnia 201915:36 |          | 22:7 |           | Estadio Héroes de Curupaytí, Asunción |

### Mecz o 3. miejsce
| 28 kwietnia 201915:14 | Peru | 7:14 | Chile | Estadio Héroes de Curupaytí, Asunción |
| 28 kwietnia 201915:14 |      | 7:14 |       | Estadio Héroes de Curupaytí, Asunción |

## Klasyfikacja końcowa
| Miejsce | Reprezentacja |
| ------- | ------------- |
| 1       | Brazylia      |
| 2       | Argentyna     |
| 3       | Chile         |
| 4       | Peru          |
| 5       | Paragwaj      |
| 6       | Urugwaj       |
| 7       | Kostaryka     |
| 8       | Wenezuela     |
| 9       | Gwatemala     |